# Wania Monteiro
Wania Monteiro (* 9. August 1986 in Santa Catarina, Santiago, Kap Verde) ist eine ehemalige rhythmische Sportgymnastin aus Kap Verde.

## Biografie
Geboren am 9. August 1986 auf der Insel Santiago, lebte sie eine Zeit lang in der Hauptstadt Praia. Trainiert wurde sie von Elena Atmacheva. Der Zeit zufolge trainierte sie oft „in einer baufälligen Turnhalle, deren Decken zu niedrig waren, um einen richtigen Reifen oder einen Ball zu werfen“, da es auf den Kapverden an geeigneten Einrichtungen fehlte.
Später zog sie zum Studium in die USA.

## Sportliche Karriere
Monteiro vertrat ihr Land bei den Olympischen Sommerspielen 2004 in Athen und war die Fahnenträgerin der Kapverden bei der Eröffnungsfeier der Spiele. Sie war auch die erste Turnerin aus Kap Verde, die an Olympischen Spielen teilnahm.
Im Jahr 2006 gewann sie vier Medaillen bei den Afrikanischen Turnmeisterschaften, drei Bronzemedaillen und eine Goldmedaille, und stand bei diesem Wettbewerb auf allen Podien.
Bei den Olympischen Sommerspielen 2008 in Peking nahm Monteiro erneut teil und war erneut Fahnenträgerin ihres Landes bei der Eröffnungsfeier der Spiele. Sie belegte den 24. Platz mit 49,050 Punkten.